# Ka-8
Ka-8 – mały lekki, jednomiejscowy śmigłowiec skonstruowany w 1947 roku przez rosyjskiego konstruktora Nikołaja Kamowa. Innowacją tej konstrukcji było umieszczenie dwóch wirników w układzie współosiowym, co eliminowało potrzebę użycia śmigła ogonowego, który by zapobiegał obrotowi śmigłowca wokół osi wirnika głównego.